# Tournachon Peak
Tournachon Peak är en bergstopp i Antarktis. Den ligger i Västantarktis. Argentina, Chile och Storbritannien gör anspråk på området. Toppen på Tournachon Peak är 860 meter över havet, eller 371 meter över den omgivande terrängen. Bredden vid basen är 7,0 km.
Terrängen runt Tournachon Peak är huvudsakligen kuperad, men söderut är den bergig. Havet är nära Tournachon Peak åt nordväst. Trakten är obefolkad. Det finns inga samhällen i närheten. 